# FNN選挙特番 ニッポンの決断!2017
『FNN選挙特番 ニッポンの決断!2017』は、2017年10月22日にフジテレビ（FNN系列）で放送された、第48回衆議院議員総選挙の選挙特別番組。

## 概要
通常なら19:58より番組が始まるが、当日のフジテレビは19:00 - 21:30にWBA世界ミドル級タイトルマッチ「アッサン・エンダム×村田諒太」再戦を筆頭とするプロボクシング中継（両国国技館）が編成されたため、21:30開始と在京キー局で一番遅い開始となる。

## 出演者
※特記のない者は出演時点ではフジテレビアナウンサー

### 21:30 - 翌0:00
メインキャスター
- 宮根誠司（フリーアナウンサー・『Mr.サンデー』メーンキャスター）
- 伊藤利尋（『みんなのニュース』メーンキャスター）
- 宮司愛海

開票キャスター
- 島田彩夏（『みんなのニュース』メーンキャスター）

コメンテーター
- 反町理（フジテレビ報道局 プライムニュース編集長兼解説委員長）
- 三浦瑠麗（国際政治学者）

### 翌0:00 - 1:55
メインキャスター
- 伊藤利尋（『みんなのニュース』メーンキャスター）
- 椿原慶子（『THE NEWS α』・『Mr.サンデー』メーンキャスター）

開票キャスター
- 福井慶仁

ほか

## 系列局の対応
- 北海道文化放送は『uhb みんなのニュース』をベースにした『FNN選挙特番 北海道の決断!2017』を番組の大半を差し替えて放送。
- 関西テレビは『みんなのニュース 報道ランナー』をベースにした『FNN選挙ランナー ニッポンの決断!2017』を番組の大半を差し替えて放送。